# Норт-Луп (Небраска)
Норт-Луп (англ. North Loup) — селище (англ. village) в США, в окрузі Веллі штату Небраска. Населення — 254 особи (2020).

## Географія
Норт-Луп розташований за координатами 41°29′44″ пн. ш. 98°46′22″ зх. д. / 41.49556° пн. ш. 98.77278° зх. д. (41.495455, -98.772679).  За даними Бюро перепису населення США в 2010 році селище мало площу 1,06 км², уся площа — суходіл.

## Демографія
Згідно з переписом 2010 року, у селищі мешкало 297 осіб у 154 домогосподарствах у складі 85 родин. Густота населення становила 280 осіб/км².  Було 191 помешкання (180/км²).
Расовий склад населення:
| - 97,6 % — білих - 0,3 % — азіатів |

До двох чи більше рас належало 1,3 %. Частка іспаномовних становила 1,0 % від усіх жителів.
За віковим діапазоном населення розподілялося таким чином: 14,8 % — особи молодші 18 років, 53,2 % — особи у віці 18—64 років, 32,0 % — особи у віці 65 років та старші. Медіана віку мешканця становила 51,9 року. На 100 осіб жіночої статі у селищі припадало 95,4 чоловіків;  на 100 жінок у віці від 18 років та старших — 99,2 чоловіків також старших 18 років.
Середній дохід на одне домашнє господарство  становив 51 686 доларів США (медіана — 40 000), а середній дохід на одну сім'ю — 55 486 доларів (медіана — 58 750). Медіана доходів становила 45 250 доларів для чоловіків та 17 500 доларів для жінок. За межею бідності перебувало 21,1 % осіб, у тому числі 26,4 % дітей у віці до 18 років та 15,8 % осіб у віці 65 років та старших.
Цивільне працевлаштоване населення становило 172 особи. Основні галузі зайнятості: освіта, охорона здоров'я та соціальна допомога — 29,7 %, транспорт — 19,2 %, роздрібна торгівля — 15,7 %.